# Adolfo Lima
Adolfo Justino Lima Camejo (n. Cerro Largo, Uruguay; 24 de julio de 1990) es un futbolista uruguayo, que juega como mediocampista en Deportivo Maldonado S.A.D. de la Primera División de Uruguay

## Estadísticas
| Club                      | País           | Año         | Part. | Goles | Asist. | Prom. |
| ------------------------- | -------------- | ----------- | ----- | ----- | ------ | ----- |
| Juventud Las Piedras      | Uruguay        | 2008 - 2010 | 21    | 2     | 0      | 0,09  |
| Cerro Largo               | Uruguay        | 2010 - 2012 | 27    | 4     | 2      | 0,22  |
| Ñublense                  | Chile          | 2012        | 14    | 0     | 0      | 0,00  |
| Unión San Felipe (cedido) | Chile          | 2012 - 2013 | 4     | 0     | 0      | 0,00  |
| Cerro Largo (cedido)      | Uruguay        | 2013        | 12    | 4     | 2      | 0,50  |
| Unión San Felipe          | Chile          | 2014        | 12    | 4     | 0      | 0,33  |
| Patronato (cedido)        | Argentina      | 2014        | 9     | 0     | 0      | 0,00  |
| Al-Wahda                  | Arabia Saudita | 2015 - 2017 | 44    | 4     | 7      | 0,25  |
| Liverpool                 | Uruguay        | 2017        | 4     | 0     | 0      | 0,00  |
| Unión San Felipe          | Chile          | 2018        | 18    | 1     | 0      | 0,00  |
| Cerro Largo               | Uruguay        | 2019        | 0     | 0     | 0      | 0,00  |
| Total                     |                | 2008 - 2019 | 165   | 19    | 11     | 0,11  |

## Logros
- Ganador de los Play-offs por el tercer ascenso en el Campeonato Uruguayo de Segunda División 2010-11, con el Cerro Largo Fútbol Club.
- Subcampeón de la Primera B de Chile 2012, con el Club Deportivo Ñublense.
- Formó parte del tercer plantel de Liverpool Fútbol Club en participar de la Copa Sudamericana.

- Datos: Q4684246